# Spettri dal futuro
Spettri dal futuro (Here Comes Tomorrow) è l'ultimo arco narrativo della gestione Morrison di X-Men: Legacy. Pubblicato in quattro numeri dalla Marvel Comics fra il marzo e il maggio 2004, la trama ambientata in un apocalittico futuro contiene molti elementi controversi atti a ridefinire la storia degli X-Men.

## Trama
Tra le rovine dello Xavier Institute, in Megamerica, Tom Skylark e la Sentinella Rover cadono in un'imboscata dei Crawler della Bestia, malvagio genetista che ha quasi distrutto il pianeta per la sua brama di conoscenza, ed al termine dello scontro che li vede vincitori l'arrivo di E.V.A. apre loro la strada per giungere al cratere di Manhattan dove ha sede l'Istituto guidato da Cassandra Nova-Xavier e gestito dalle Tre-In-Una.
Una volta all'interno del perimetro difensivo il Crawler che si era nascosto dentro Rover inizia il suo attacco replicandosi fino a quando fattolo cadere non riescono ad impossessarsi dell'uovo di Fenice che trasportava e teleportatisi a Transatlantide lo consegnano al loro padrone. Interrogata da Wolverine, Cassandra afferma con assoluta certezza che alla base del loro apocalittico futuro deve essere accaduto qualcosa di profondamente sbagliato: 150 anni nel passato, sulla tomba di Jean Grey, Ciclope ha rifiutato la proposta di Emma Frost di riaprire insieme lo Xavier Institute. Dietro richiesta di alcuni bambini Tom racconta le ultime ore di Starlit City, avamposto difensivo delle isole di Intereuropa e sede degli Indomabili che per primi hanno recuperato l'uovo di Fenice dal lato blu della luna, invasa dall'esercito dei Crawler della Bestia guidato dal suo araldo Apollyon. Mentre le Tre-In-Una continuano a prevedere un grande fuoco che consuma e giudica tutto, Cassandra riunisce Becco, Wolverine, E.V.A., Martha Johansson, Tom e Rover formando l'ultima squadra di X-Men per colpire Transatlantide nelle cui camere d'incubazione l'uovo di Fenice si schiude ridando vita a una confusa Jean Grey che scambia la Bestia per il suo vecchio amico Herny prima che questi le riveli di essere Sublime.
Inviata a sterminare la linea genetica delle Termidi in Panafrika, Fenice viene a conoscenza degli X-Men dei quali chiede delucidazioni alla Bestia che le spiega come essi avrebbero potuto diventare i padroni del pianeta se non fosse stato per il suo intervento. Al largo dell'Oceano Atlantico gli X-Men di Cassandra prendono possesso di uno dei vascelli della flotta salpata da Transatlantide, mentre all'Istituto i parassiti Alimentatori divorano le menti dei telepati spingendoli a massacrare i superstiti all'interno del perimetro difensivo e costringendo le Tre-In-Una a dare avvio alla sequenza di autodistruzione. Giunta sul vascello, intanto, Fenice viene "risvegliata" da Cassandra e Martha prima di dare il via all'epurazione che però ha inizio quando la Bestia si mostra dopo essersi trasfuso il sangue della divinità da lui risvegliata negandolo al fidato Apollyon.
Sconfitta E.V.A. e uccisi Becco, Wolverine, Cassandra e Martha, Sublime viene estirpato dal corpo ospite grazie a Jean che tornata in sé prende in mano la situazione trascendendo in Fenice Bianca della Corona e preparandosi ad emettere il suo giudizio. Rifugiatasi nella Stanza Incandescente scopre la storia del batterio Sublime (prima forma di vita terrestre abitante tutti gli organismi fino all'arrivo dei mutanti che grazie al loro particolare genoma si rivelarono immuni alla sua influenza e quindi causa della sua eventuale estinzione se avessero ereditato la Terra) e decide di recidere l'intero futuro per correggere l'errore commesso nel passato: 150 anni indietro, sulla tomba di Jean Grey, Ciclope accetta la proposta di Emma Frost di riaprire insieme lo Xavier Institute suggellando la promessa con un bacio.

## Conseguenze e rivelazioni
- Ciclope accetta di riaprire lo Xavier Institute e inizia una relazione con Emma Frost.
- Sublime è un batterio senziente trasmesso ai mutanti tramite la droga Kick.
- Wolverine rivela a Jean che Magneto l'ha uccisa seguendo istruzioni che non comprendeva, presumibilmente era stato infettato da Sublime che ne guidava le azioni.
- Ernst non è altri che la fusione della psiche di Cassandra Nova con il corpo dell'alieno Stuff appartenente alla Guardia Imperiale Shi'ar.
- Le Naiadi di Stepford sono in realtà Arma XIV, nate da una costola del Progetto Arma Plus.
- Il Giudizio della Fenice è stato adempiuto tramite l'eliminazione del batterio Sublime, vicolo cieco evolutivo.
- Quentin Quire è una delle tante incarnazioni della Fenice presente nella Stanza Incandescente.
- E.V.A., partner di Fantomex e suo sistema nervoso esterno, si è evoluta in una I.A. umanoide.
- Fantomex è divenuto Apollyon, araldo U-Mano al servizio della Bestia.
- Tito Bohusk, nipote di Becco, presta servizio negli X-Men. Al contrario del nonno, la mutazione di Tito è pienamente sviluppata donandogli l'aspetto di un rapace-umanoide.